# Abies
Sapin
Pour les articles homonymes, voir sapin (homonymie).
Genre
Classification phylogénétique

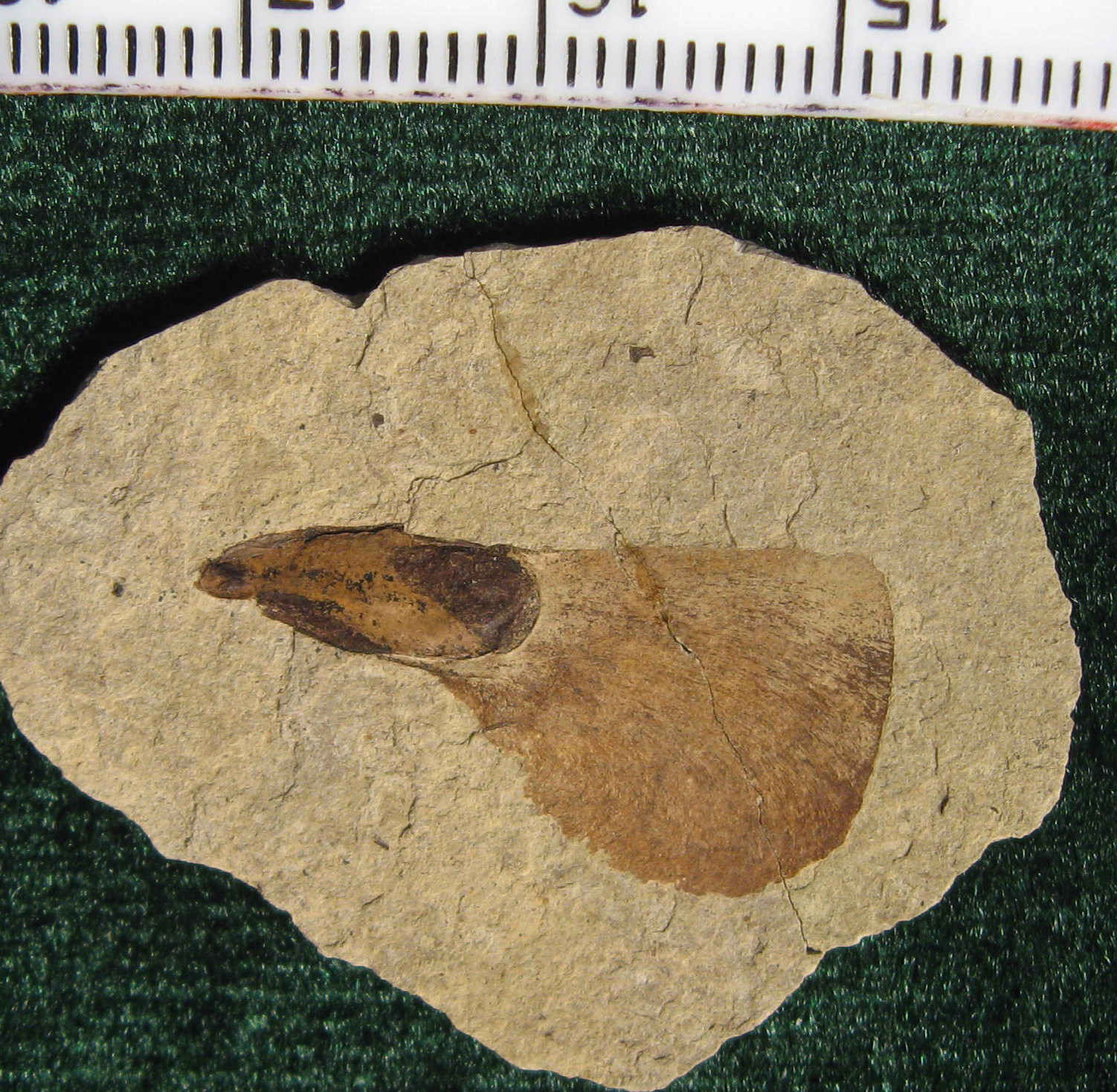
Graine fossile dAbies milleri, 2.4 cm long, Klondike Mountain, Ferry County, Washington, USA, Éocène, Yprésien, - 49 million d'années.

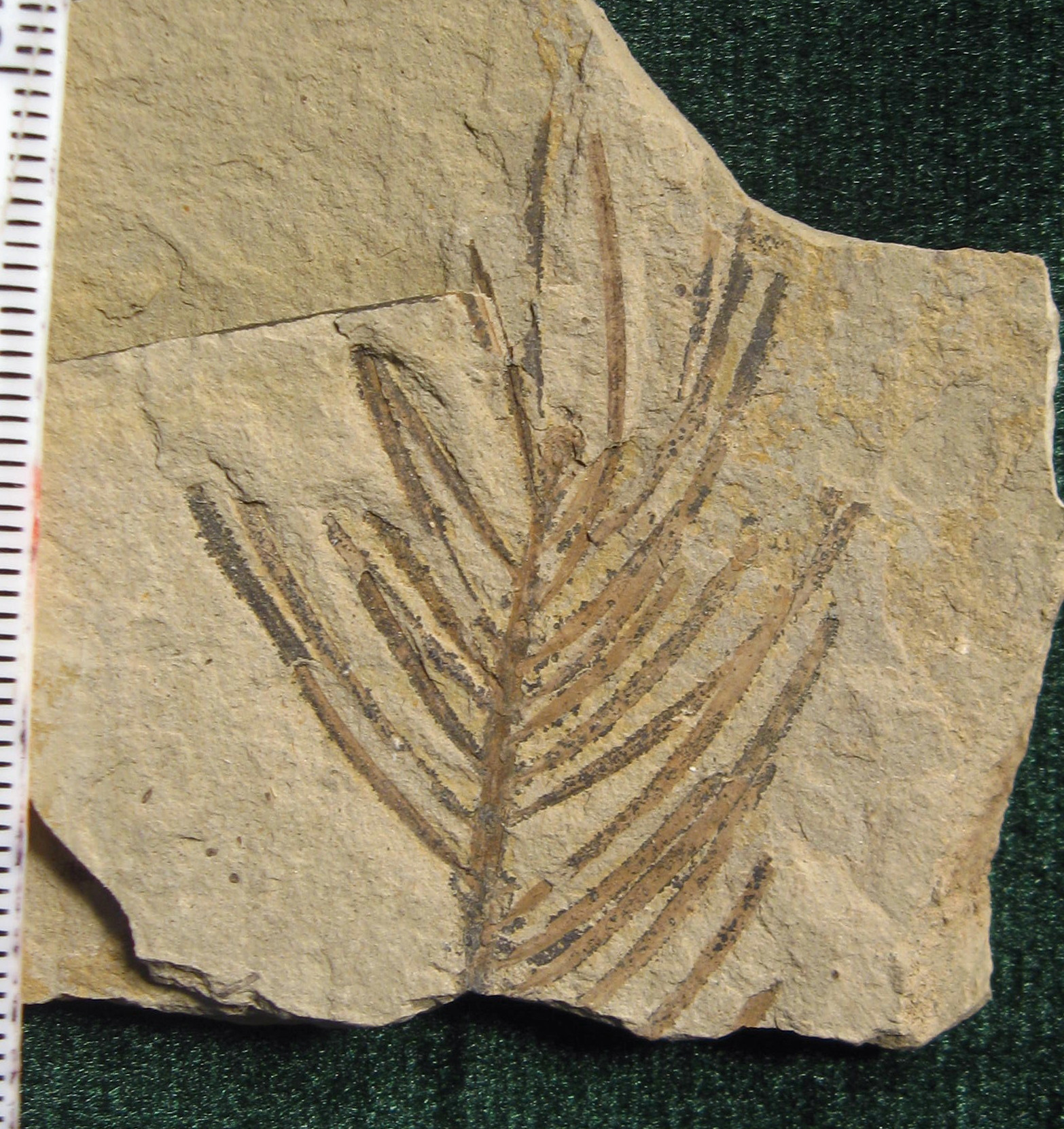
Branche et aiguilles fossilisés dAbies milleri, 4.5 cm long, Klondike Mountain, Ferry County, Washington, USA, Éocène, Yprésien, - 49 million d'années.

Abies est un genre d'arbres conifères faisant partie de la famille des Pinaceae et originaires des régions tempérées de l'hémisphère nord. Ils sont reconnaissables au mode de fixation des aiguilles sur la tige ainsi qu'à leurs cônes dressés qui se désagrègent à maturité.
En français ce sont préférentiellement les arbres de ce genre que l'on nomme Sapin de nos jours, bien que ce terme ait anciennement un sens plus large et désigne aussi des espèces d'autres genres.
Ce sont des arbres monoïques à écorce quelquefois ponctuée de vésicules résinifères, à branches verticillées et étagées. Les aiguilles des sapins sont fixées une par une.

## Description
Le genre Abies est un genre monoïque caractérisé par des cônes grands et dressés, de forme conique et solitaires, axillaires aux rameaux et répartis sur la partie haute du sommet. Ils apparaissent sur les rameaux âgés d’un an et arrivent à maturité en une saison. Ils ont tendance à s’aplatir sur les arbres les plus vieux. Les cônes se désagrègent notamment à maturité dû à l’assèchement, seul l’axe principal appelé rachis reste en place sur le rameau formant une pointe. Les écailles peuvent être réniformes ou cunéiformes avec une base pédicellée et portent une bractée saillante et lobée. Les graines sont protégées par une membrane.
Les chatons sont axillaires, de forme sphérique ou conique apparaissant au printemps et regroupés sur les jeunes rameaux. Les microsporophylles sont arrangées spiralement autour de l’axe du cône. Les graines produites par le genre sont ailées avec un sac de résine à la jonction entre l’aile et la graine.
Le genre Abies est caractérisé par une uniformité typique de l’organisation de l’arbre : le tronc est unique avec des rameaux répartis en pseudo-verticilles, dont la vitesse de production est d’un verticille par an. Les verticilles sont étagés, et les rameaux se dirigent à l’horizontale du tronc et sont plagiotropes. Là aussi, le taux de production des rameaux est très régulier : un rameau terminal et deux axillaires sont produits chaque année au bout de chaque branche active. Les rameaux sont longs et portent les feuilles et les bourgeons, et notamment des écailles décidues bien orientées sur un plan ainsi qu’une cicatrice foliaire en forme de disque, circulaire ou elliptique.
Les feuilles sont linéaires-lancéolées, plus ou moins aplaties, sessiles et arrangées spiralement le long du rameau avec un tors à la base du pétiole. Elles peuvent être arrondies ou dentelées à leur apex. Elles persistent 5 ans ou plus selon l’espèce (jusqu’à 63 ans chez A. amabilis). On observe parfois la présence de bandes blanches sur les aiguilles qui sont marquées par la présence de trichome blanc, avec souvent un renfoncement qui sont des bandes de stomates de part et d’autre de la nervure centrale.
Il existe souvent une différence entre le feuillage exposé à la lumière et le feuillage à l’ombre : le feuillage exposé au soleil est dirigé vers le haut de façon incurvée (le feuillage décrit dans la partie description est le feuillage mature se trouvant à l’ombre).
L’écorce est fine et douce chez les jeunes individus et va en vieillissant créer des sillons et s’effriter en écailles. Elle peut éventuellement créer une protection contre le feu. L’écorce, les feuilles et les cônes des individus du genre sont parfois parsemées de vésicules résinifères, appelées « poches de résine » .
Les jeunes pousses ont de 3 à 10 cotylédons. Les bourgeons sont de forme ovale ou oblongue avec un apex arrondi ou pointu. Les bourgeons sont entourés par 4-5 bourgeons axillaires,,.

## Étymologie
Le radical du mot sapin est sap-, suivi du suffixe -in. En fin de compte, le terme d'origine est sap « sapin », voire « pin », dans les langues et les dialectes régionaux (langue d'oïl, franco-provençal et occitan).
C'est un substantif gaulois, peut-être d'origine pré-celtique, d'un *sapo, continué par l'ancien français et certains dialectes, que l'on rapproche du gallois sybwydd « sapin » (< *sapo-uidu- ?) et du vieux cornique sibnit « sapin blanc ». On dispose des noms de personnes antiques Sapalo, Sapauidus, Sapaudus, Sappolus, etc. On trouve en toponymie : la Savoie, dont le nom procède de Sapaudia (< *sapa-uidiā). Le mot sapin remonte plus précisément au bas-latin sappīnus (Varron r. r. I 6, 4; Pline 16, 61), hybridisation composée de sapa (sève) et du latin pīnus.
« Sapin » désignait jadis aussi le matériau, le bois, avant de prendre le sens du genre latin abies, mot continué d'ailleurs par l'occitan avet, abet et l'italien abete.
Un sapay ou une sapaie est l'ancien terme pour nommer à la fois une sapinière, terme attesté pour la première fois en 1632, et une pinède, emprunt récent à l'occitan (pineda), mentionné en 1842.
Une sapinière est donc une forêt où le sapin domine.

## Classification

### Espèces natives (n) ou introduites (i) enEurope
- Abies alba - Sapin blanc ou sapin pectiné (n)
- Abies amabilis - Sapin gracieux (i)
- Abies balsamea - Sapin baumier (i)
  - Abies balsamea phanerolepis - Sapin baumier (i)
- Abies cephalonica - Sapin de Céphalonie ou sapin de Grèce (n)
- Abies concolor - Sapin du Colorado (i)
- Abies fraseri - Sapin de Fraser (i)
- Abies grandis - Sapin de Vancouver (i)
- Abies homolepis - Sapin du Japon (i)
- Abies lasiocarpa - Sapin subalpin (i)
- Abies nordmanniana - Sapin de Nordmann (n)
- Abies borisii-regis - Sapin de Bulgarie (n)
- Abies pinsapo - Sapin d'Andalousie (n)
- Abies procera - Sapin de l'Orégon (i)
- Abies sibirica - Sapin de Sibérie (n)

### Classification et répartition

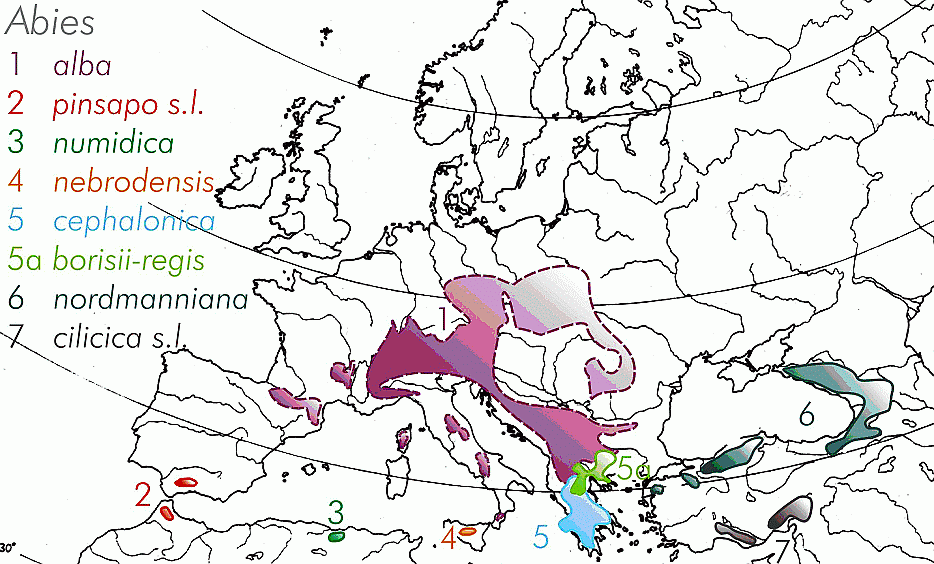
Répartition des espèces du Paléarctique occidental (espèces des sections Abies et Piceaster).

Les Sapins font partie de la famille des Pinaceae, et de la sous-famille des Abietoideae. Les Cèdres et les Tsugas sont parmi leurs plus proches parents.
La classification des espèces à l'intérieur du genre est classiquement basée sur la morphologie des cônes femelles. On distinguait alors dix sections. Des études génétiques ultérieures ont cependant réduit ce nombre à neuf, en rassemblant les sections Grandis et Oiamel. Il a également été confirmé que toutes les espèces originaires d'Amérique du Nord sont d'origine monophylétique.
Les études génétiques ont pour l'essentiel confirmé la classification morphologique. Celle-ci reflète également l'aire de répartition des espèces. Les derniers travaux de révision du genre Abies par Farjon (2010) permettent de distinguer 46 espèces de sapins et de situer les relations entre les différentes espèces de la manière suivante.

#### SectionBalsamea
Asie boréale, Amérique du Nord, et hautes montagnes plus au sud.
- Sous-section Laterales
  - Abies sibirica - Sapin de Sibérie
  - Abies balsamea - Sapin baumier
  - Abies lasiocarpa - Sapin des Rocheuses, avec var. arizonica et var. bifolia.
- Sous-section Medianae
  - Abies fraseri - Sapin de Fraser
  - Abies sachalinensis - Sapin de Sakhaline
  - Abies koreana - Sapin de Corée
  - Abies nephrolepis - Sapin de Khinghan
  - Abies veitchii - Sapin de Veitch
- Hybride
  - Abies × sibirico-nephrolepis

#### SectionGrandis
Ouest des États-Unis au Mexique et au Guatemala
- Abies grandis - Sapin de Vancouver
- Abies concolor - Sapin du Colorado
- Abies durangensis - Sapin de Durango
- Abies guatemalensis - Sapin du Guatemala

#### SectionOiamel
Mexique, en haute montagne
- Sous-section Religiosae
  - Abies religiosa
  - Abies vejarii - Sapin de Vejar
- Sous-section Hickelianae
  - Abies hickelii - Sapin de Hickel
  - Abies hidalgensis

#### SectionAbies
Europe et Moyen-Orient
- Abies nebrodensis - Sapin de Sicile
- Abies alba - Sapin blanc
- Abies cephalonica - Sapin de Céphalonie
- Abies nordmanniana - Sapin de Nordmann ou Sapin du Caucase
- Abies cilicica - Sapin de Cilicie
- Abies borisii-regis - Sapin de Bulgarie, hybride entre le Sapin blanc et le Sapin de Céphalonie.
- Abies bornmuelleriana - Sapin de Turquie

#### SectionPiceaster
Sud de l'Espagne et Afrique du Nord
- Abies pinsapo - Sapin d'Andalousie, avec comme variété le Sapin du Maroc, anciennement Abies marocana
- Abies numidica - Sapin de Numidie, considéré par certains auteurs comme une variété du Sapin d'Andalousie.

#### SectionMomi
Asie et Himalaya
- Sous-section Homolepoides
  - Abies homolepis - Sapin de Nikko
  - Abies recurvata - Sapin de Min
  - Abies kawakamii - Sapin de Taiwan
- Sous-section Firmae
  - Abies firma - Sapin de Momi
  - Abies beshanzuensis - Sapin du Baishanzu
- Sous-section Holophyllae
  - Abies holophylla - Sapin de Mandchourie
  - Abies chensiensis - Sapin du Chensi
  - Abies pindrow - Sapin argenté
  - Abies ziyuanensis - Sapin du Ziyuan

#### SectionAmabilis
Côtes du Pacifique d'Amérique du Nord et du Japon, hautes montagnes pluvieuses
- Abies amabilis - Sapin gracieux
- Abies mariesii - Sapin de Maries

#### SectionPseudopicea
Sino-Himalayen en haute montagne
- Sous-section Delavayianae
  - Abies delavayi - Sapin de Delavay
  - Abies fabri - Sapin de Faber
  - Abies forrestii - Sapin de Forrest, dont Abies chengii pourrait être une variété.
  - Abies densa - Sapin du Bhoutan
  - Abies spectabilis - Sapin de l'Himalaya oriental
  - Abies fargesii - Sapin de Farges
  - Abies fanjingshanensis - Sapin du Fanjingshan
  - Abies yuanbaoshanensis - Sapin du Yuanbaoshan
- Sous-section Squamatae
  - Abies squamata - Sapin écailleux

#### SectionNobilis
Ouest des États-Unis, en haute montagne
- Abies procera - Sapin noble ou Sapin de l'Orégon
- Abies magnifica - Sapin rouge

#### SectionBracteata
Côtes de Californie
- Abies bracteata - Sapin de Sainte-Lucie ou Sapin de Santa Lucia

## Répartition géographique

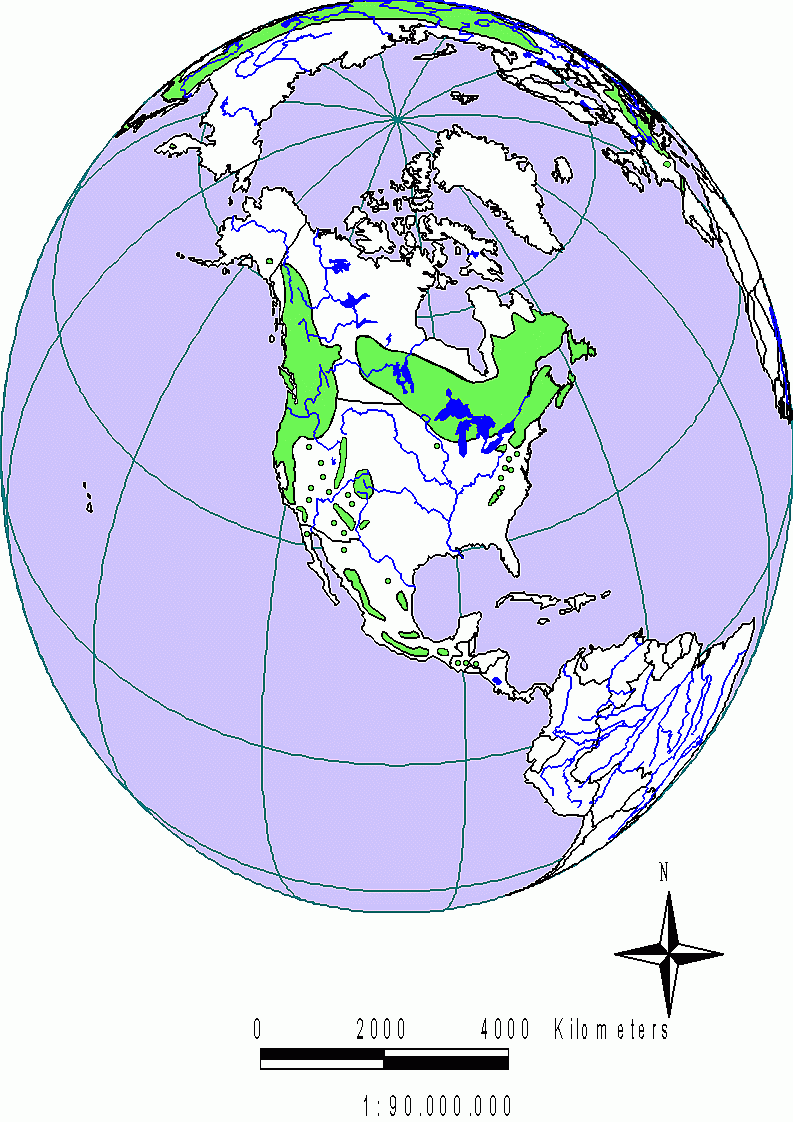
En Amérique du Nord
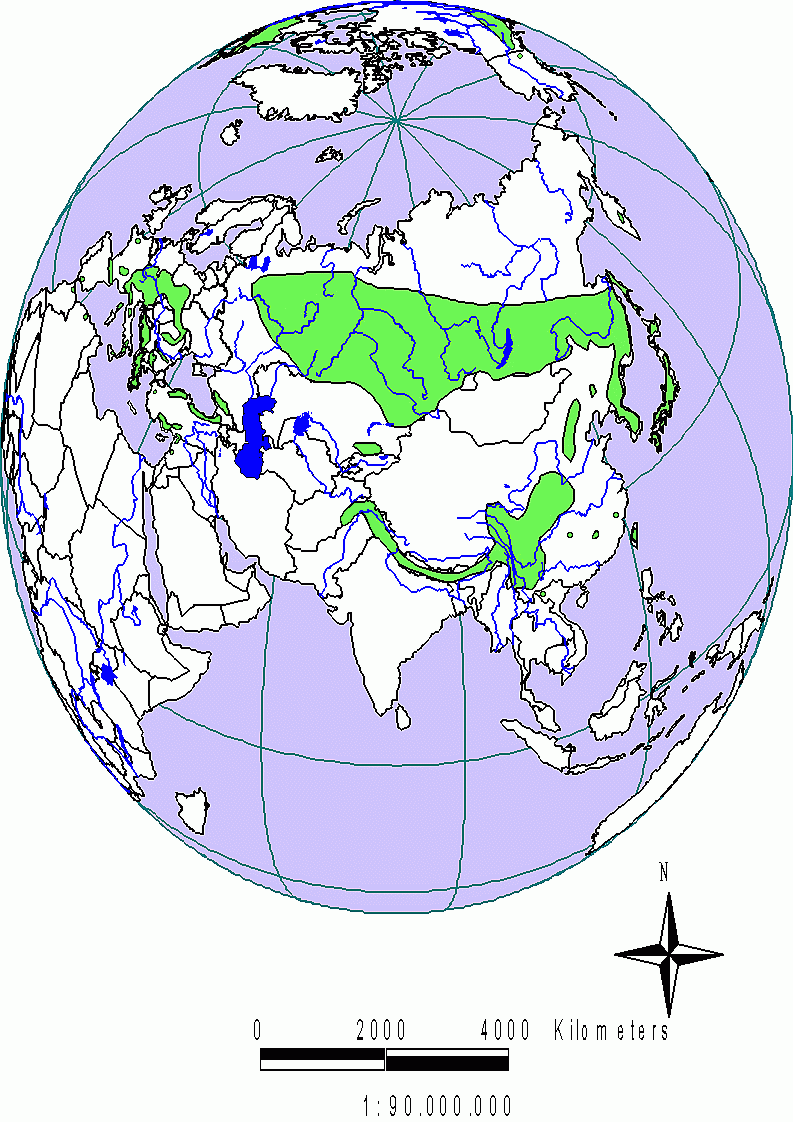
En Eurasie

## Plante hôte
Les chenilles des papillons de nuit (hétérocères) suivants (classés par famille) se nourrissent de sapin :
- Écaille martre (Erebidae),
- Métrocampe verte (Geometridae),
- Lunigère (Lasiocampidae).

## Calendrier républicain
- Le sapin voit son nom attribué au 14e jour du mois de frimaire du calendrier républicain[11].